# Cá hồi (màu)
 #FF8C69 
Màu cá hồi, hay màu đỏ cá hồi (salmon), là màu đỏ-da cam nhạt, có tên gọi theo màu của thịt cá hồi. Màu thịt cá hồi trên thực tế dao động từ gần như trắng tới đỏ thẫm, phụ thuộc vào lượng carôten astaxanthin của chúng; màu "cá hồi" được công nhận rộng rãi là màu nghiêng về phía nhạt hơn là về phía sẫm của khoảng màu này.

## Tọa độ màu
```
Số Hex
 =  #FF8C69

RGB
   (r, g, b)      = (255, 140, 105)

CMYK
  (c, m, y, k)   = (0, 45, 59, 0)

HSV
 (h, s, v) =  (14, 59, 100)
```